# Caritón
Caritón de Afrodisias (en griego antiguo: Χαρίτων Ἀφροδισεύς), (Afrodisias, finales del siglo I-II) fue un escritor de la Antigua Grecia, y posiblemente el más antiguo de los novelistas griegos.

## Biografía

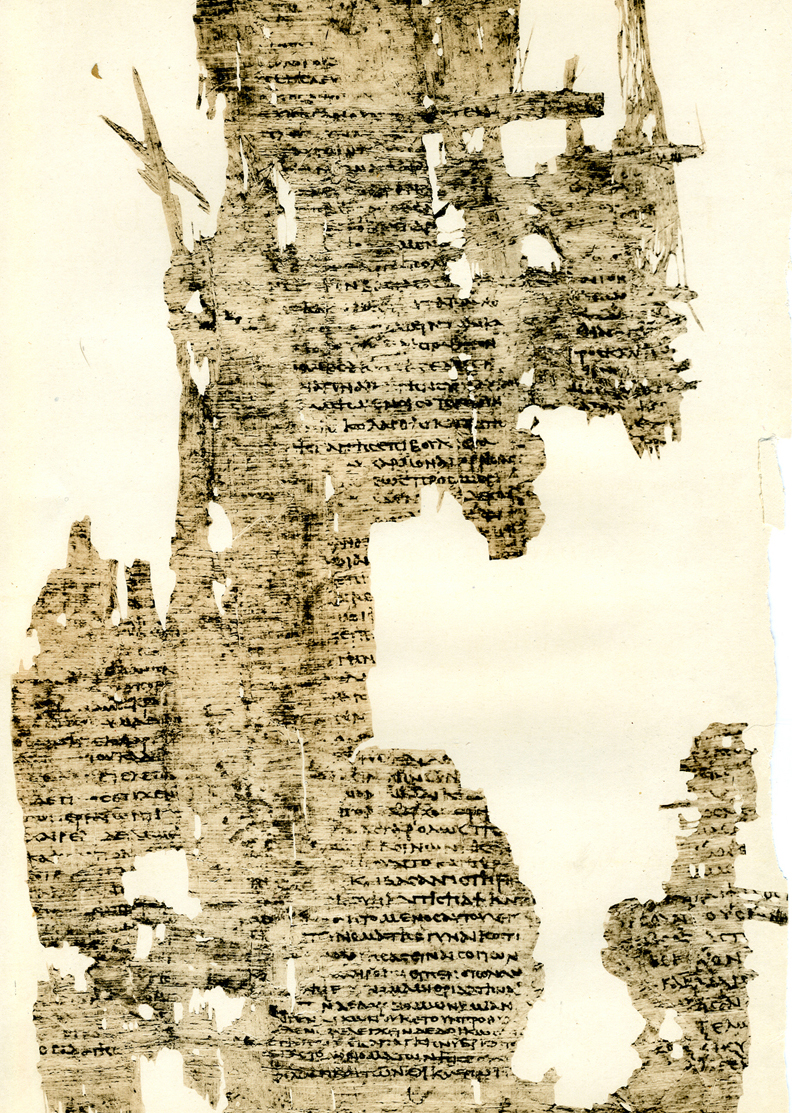
Papiro del siglo segundo o tercero conteniendo el Calírroe de Caritón.

Hay teorías que sitúan a este autor a finales del siglo I o principios del siguiente. Es el autor de Aventuras de Quéreas y Calírroe (en griego antiguo: "Τῶν περὶ Χαιρέαν καὶ Καλλιρρόην"), una novela en ocho libros que cuenta las peripecias de dos amantes de Siracusa. Precisamente el comienzo de esta novela contiene la única información existente sobre el autor, que se presenta como natural de Afrodisias:  

Yo, Caritón de Afrodisias, secretario del orador Atenágoras, voy a contar una historia de amor que tuvo lugar en Siracusa.

Atenágoras fue probablemente un personaje histórico, un político mencionado por Tucídides, contemporáneo de los héroes de la novela, y que sirve al autor para presentarse como alguien que conoce de primera mano la historia que cuenta.
Quéreas y Calírroe muestra ya características que aparecerán en novelas posteriores del género, como un argumento intrincado y salpicado de referencias históricas, abundancia de detalles que no alteran el curso narrativo y ausencia de análisis psicológicos, recurso a lo patético y uso de los artificios retóricos del lenguaje.